# Bedřich Šonka
Bedřich Šonka (2. února 1933 Roudnice nad Labem – 25. února 2017 Holice) byl český fotbalový útočník. Po skončení hráčské kariéry se věnoval i trenérské práci, působil také jako sekretář hradeckého klubu.

## Fotbalová kariéra
S fotbalem začínal v Roudnici nad Labem, v československé lize hrál za Tankistu Praha, Duklu Pardubice a Spartak Hradec Králové. V lize odehrál 176 utkání a dal 55 gólů. V Poháru mistrů evropských zemí nastoupil ke 4 utkáním a dal 1 gól. Během angažmá v Pardubicích se s pražskou Duklou pod vedením trenéra Kolského zúčastnil turné po Střední a Severní Americe.

## Ligová bilance
| Ročník                                   | Zápasy | Góly | Klub                   |
| ---------------------------------------- | ------ | ---- | ---------------------- |
| Přebor československé republiky 1954     | -      | 0    | Tankista Praha         |
| Přebor československé republiky 1955     | -      | 2    | Tankista Praha         |
| 1. československá fotbalová liga 1957/58 | -      | 17   | Dukla Pardubice        |
| 1. československá fotbalová liga 1958/59 | -      | 5    | Dukla Pardubice        |
| 1. československá fotbalová liga 1959/60 | -      | 1    | Dukla Pardubice        |
| 1. československá fotbalová liga 1960/61 | 14     | 3    | Spartak Hradec Králové |
| 1. československá fotbalová liga 1961/62 | 17     | 7    | Spartak Hradec Králové |
| 1. československá fotbalová liga 1962/63 | 21     | 7    | Spartak Hradec Králové |
| 1. československá fotbalová liga 1963/64 | 22     | 10   | Spartak Hradec Králové |
| 2. československá fotbalová liga 1964/65 | -      | -    | Spartak Hradec Králové |
| 1. československá fotbalová liga 1965/66 | 15     | 4    | Spartak Hradec Králové |
| 1. československá fotbalová liga 1966/67 | 13     | 0    | Spartak Hradec Králové |
| CELKEM                                   | 176    | 55   |                        |